# Seeland (thị trấn)
Seeland là một thị trấn thuộc huyện Salzland, bang Saxony-Anhalt, Đức.